# Emmanuel Pérez Bravo
Emmanuel Omar Pérez Bravo (Huanguelén, Provincia de Buenos Aires; 2 de junio de 1986) es un piloto argentino de automovilismo de velocidad. Desarrolló su carrera a nivel zonal y nacional, destacándose sus participaciones en las divisiones inferiores de la Asociación Corredores de Turismo Carretera, donde debutó en el año 2008 en el TC Mouras. Si bien en el año 2010 consiguió el ascenso a la divisional TC Pista, retornó al TC Mouras en el año 2016. Tras dos temporadas infructuosas, en el año 2018 tomó la decisión de competir en el Turismo 4000 Argentino, categoría donde obtuvo el subcampeonato en su temporada debut y donde se consagró como campeón en el año 2019.

## Biografía
Sus inicios tuvieron lugar en el automovilismo zonal, teniendo participaciones en la categoría Mar y Sierras y en el Supercar de la Región Pampeana, donde obtuvo su primer campeonato en el año 2007 al comando de un Chevrolet Chevy. En 2008, inició su incursión en las divisiones inferiores de la Asociación Corredores de Turismo Carretera al debutar en la divisional TC Mouras, categoría en la que compitió hasta el año 2009 y en la que peleó por el título en su última temporada, cerrando el campeonato en el tercer lugar.
La actuación lograda en 2009 le permitió a Pérez Bravo ascender de categoría, propiciando su debut en la temporada 2010 en la divisional TC Pista, donde debutó al comando de un Chevrolet Chevy del equipo de Pablo Satriano. Al mismo tiempo, retornaba de forma esporádica a la categoría que lo viera salir campeón a nivel zonal. En el TC Pista, su primera victoria llegó el 24 de mayo de 2010 en la competencia corrida en el Autódromo Ciudad de Rafaela. Con el paso de las fechas, tomó la decisión de abandonar el equipo de Satriano para pasar a competir en el HAZ Racing Team.
Su permanencia en esta división tuvo lugar hasta el año 2015, cuando problemas presupuestarios comenzaron a obligarlo a retroceder de categoría. En 2016 retornó al TC Mouras donde apenas pudo disputar las primeras 4 fechas, mientras que en 2017 solo desarrolló 2 competencias y 2 más en calidad de piloto invitado (estas dos, fueron las dos primeras competencias del año). Al mismo tiempo, en 2017 fue invitado por el piloto de Turismo Carretera, Leonel Pernía, para formar parte de la tripulación con la que compitieron en la primera edición de los 1000 km de Buenos Aires, propiciandose de esta forma el debut de Pérez Bravo en el Turismo Carretera. Su debut se produjo al comando de un Chevrolet Chevy alistado por el equipo de Christian Dose.
Finalmente, en 2018 volvió a sufrir un retroceso al pasar a competir en el Turismo 4000 Argentino, donde se mantuvo fiel a la marca Chevrolet. En su primera incursión en esta categoría, Pérez Bravo hizo gala de su experiencia adquirida en categorías mayores, aunque solamente pudo arribar al subcampeonato, por detrás del eventual titular Germán Pietranera. Al mismo tiempo, su tarea nuevamente se vio reconocida por Leonel Pernía, quien lo volvió a invitar para formar parte de su tripulación en la competencia de los 1000 km de Buenos Aires de 2018, en este caso, al comando de una unidad Torino Cherokee. Su actuación se vio coronada con la obtención del segundo lugar, quedando a las puertas de lograr la victoria, junto a sus compañeros Pernía y Juan Cruz Benvenuti. Tras haber obtenido el subcampeonato de 2018, Pérez Bravo volvió a apostar por el Turismo 4000 Argentino, con el objetivo de alcanzar el campeonato y obtener así su primer título a nivel nacional. De esta forma y al comando del Chevrolet Chevy alistado por el equipo Pereiró Motorsport, Pérez Bravo se tomó revancha del resultado del año anterior no sólo al proclamarse campeón de la especialidad, sino también al derrotar al defensor del título Germán Pietranera, quien se quedó con el subcampeonato.
Para el año 2020, además de iniciar la defensa del título, había anunciado su incorporación a la Clase A de la categoría Mar y Sierras, sin embargo su actividad como la de todo el automovilismo argentino, se vio paralizada por la pandemia mundial de Coronavirus que motivó una declaración de cuarentena en todo el ámbito de la República Argentina. Finalmente y tras la apertura de las actividades del deporte motor, Emmanuel retomó la práctica profesional del automovilismo pero cambiando de rumbo, ya que tras recibir una oferta por parte de la familia del expiloto Ricardo Impiombato, ingresó a competir en la divisional TC Pista Mouras al comando de un Chevrolet Chevy
- [11]

## Trayectoria
| Año  | Categoría                                            | Automóvil       |
| ---- | ---------------------------------------------------- | --------------- |
| 2007 | Supercar Región Pampeana. Campeón                    | Chevrolet Chevy |
| 2008 | Debut en TC Mouras                                   | Chevrolet Chevy |
| 2009 | TC Mouras                                            | Chevrolet Chevy |
| 2010 | Debut en TC Pista                                    | Chevrolet Chevy |
| 2011 | TC Pista                                             | Chevrolet Chevy |
| 2011 | TC Pista                                             | Dodge Cherokee  |
| 2012 | TC Pista                                             | Dodge Cherokee  |
| 2013 | TC Pista                                             | Chevrolet Chevy |
| 2014 | TC Pista                                             | Chevrolet Chevy |
| 2015 | TC Pista                                             | Chevrolet Chevy |
| 2016 | TC Mouras, 4 carreras                                | Chevrolet Chevy |
| 2017 | TC Mouras, 2 carreras                                | Chevrolet Chevy |
| 2017 | Carrera de invitados del TC Mouras                   | Chevrolet Chevy |
| 2017 | TC del Sudoeste                                      | Chevrolet Chevy |
| 2017 | Invitado a los 1000 km de Buenos Aires (debut en TC) | Chevrolet Chevy |
| 2018 | Debut en Turismo 4000 Argentino. Subcampeón          | Chevrolet Chevy |
| 2018 | Carrera de invitados del TC Mouras                   | Chevrolet Chevy |
| 2018 | Invitado a los 1000 km de Buenos Aires               | Torino Cherokee |
| 2019 | Turismo 4000 Argentino. Campeón                      | Chevrolet Chevy |
| 2020 | Turismo 4000 Argentino, 2 carreras                   | Chevrolet Chevy |
| 2020 | Debut en TC Pista Mouras                             | Chevrolet Chevy |

- [12]

## Palmarés
| Título     | Categoría                | Automóvil       | Año  |
| ---------- | ------------------------ | --------------- | ---- |
| Campeón    | Supercar Región Pampeana | Chevrolet Chevy | 2007 |
| Subcampeón | Turismo 4000 Argentino   | Chevrolet Chevy | 2018 |
| Campeón    | Turismo 4000 Argentino   | Chevrolet Chevy | 2019 |
| Campeón    | Turismo 4000 Argentino   | Chevrolet Chevy | 2021 |
| Campeón    | Mar y Sierras "A"        | Chevrolet       | 2021 |